# Conospermum tenuifolium
Conospermum tenuifolium (лат.) — кустарник, вид рода Коноспермум (Conospermum) семейства Протейные (Proteaceae), эндемик восточной Австралии.

## Ботаническое описание
Conospermum tenuifolium — низкий кустарник высотой до 60 см. Листья в основном прикорневые, от линейных до продолговатых, длиной 4-20 см, шириной 0,5-4,2 мм, круглые или слегка приплюснутые; вершина заострённая, спирально загнута. Соцветие — верхушечный колос; цветоножка 20-35 см длиной; прицветники яйцевидные, 1,5-2,9 мм длиной, 1,5-2,8 мм шириной, голубые, блестящие, реснитчатые, с острой вершиной. Околоцветник от розовато-белого до розовато-лилового; трубка длиной 1,5-4 мм, блестящая; верхняя губа яйцевидная, 3-4 мм длиной, 1,5-1,8 мм шириной, опушённая с острой загнутой вершиной; нижняя губа объединена на 2,6-3,5 мм. Плод — орех длиной 2-2,2 мм, шириной 1,4-2 мм, с белой опушкой; волоски по окружности отсутствуют; центральный пучок отсутствует.

Conospermum tenuifolium
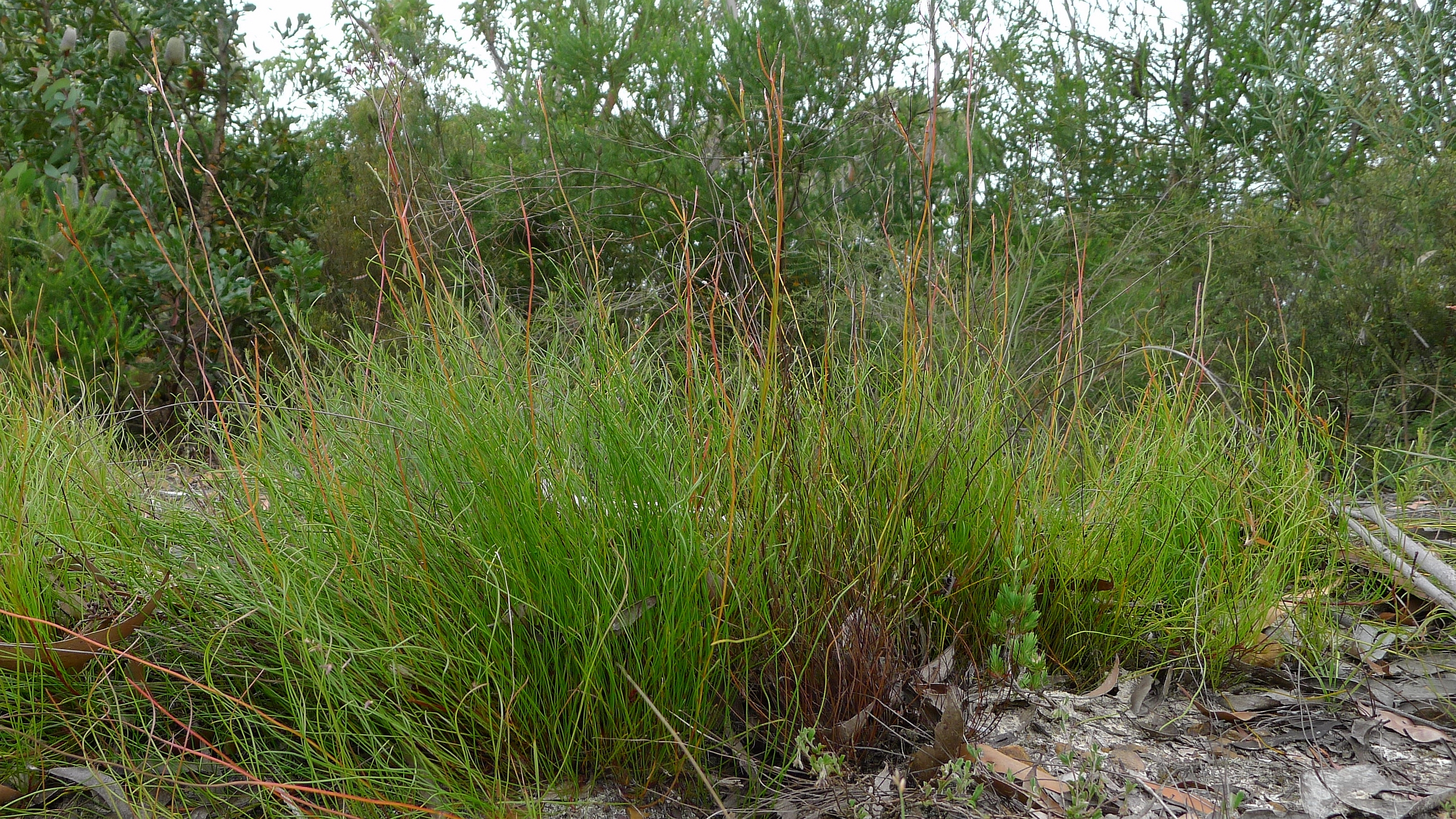
Общий вид
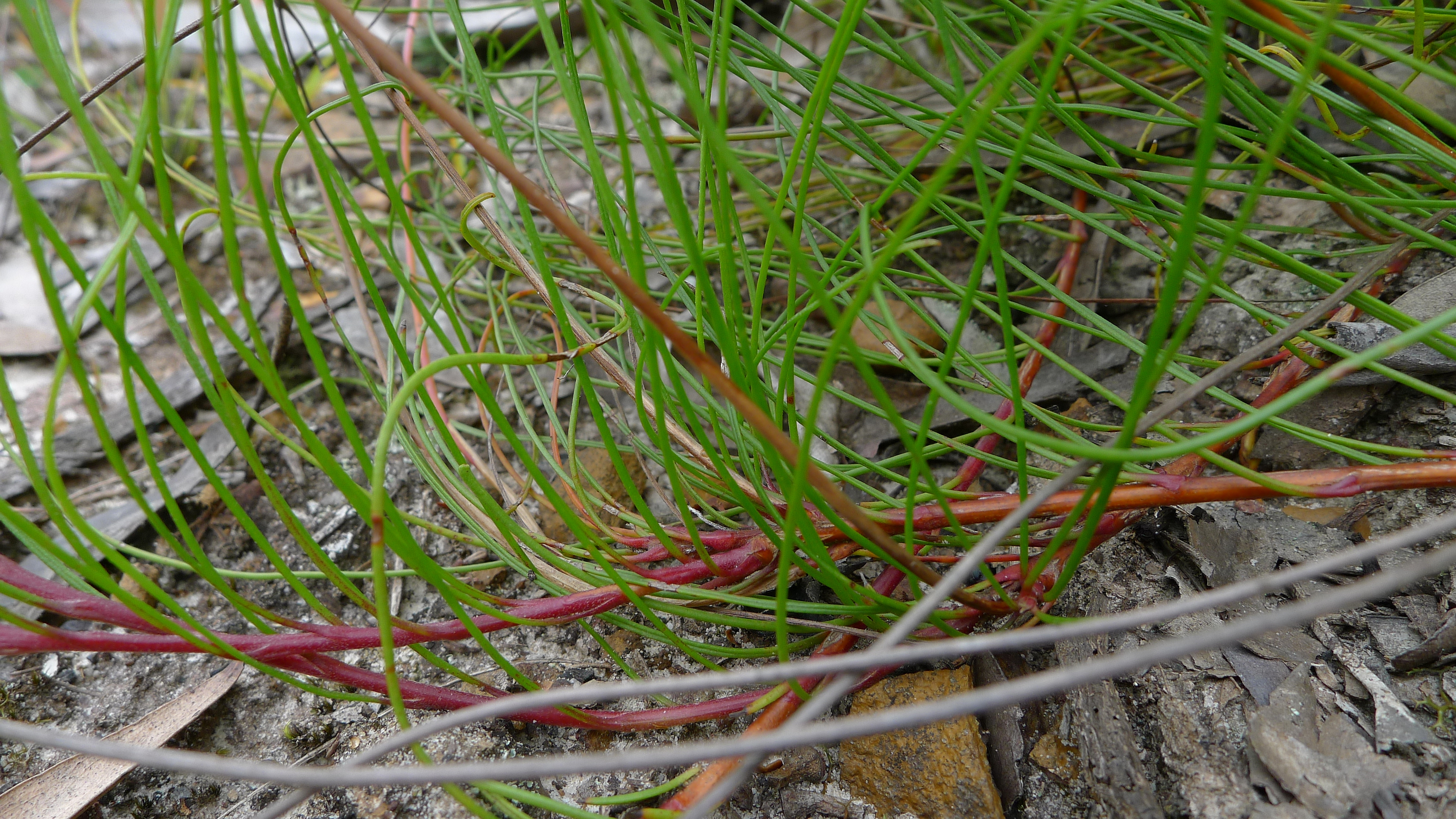
Листья
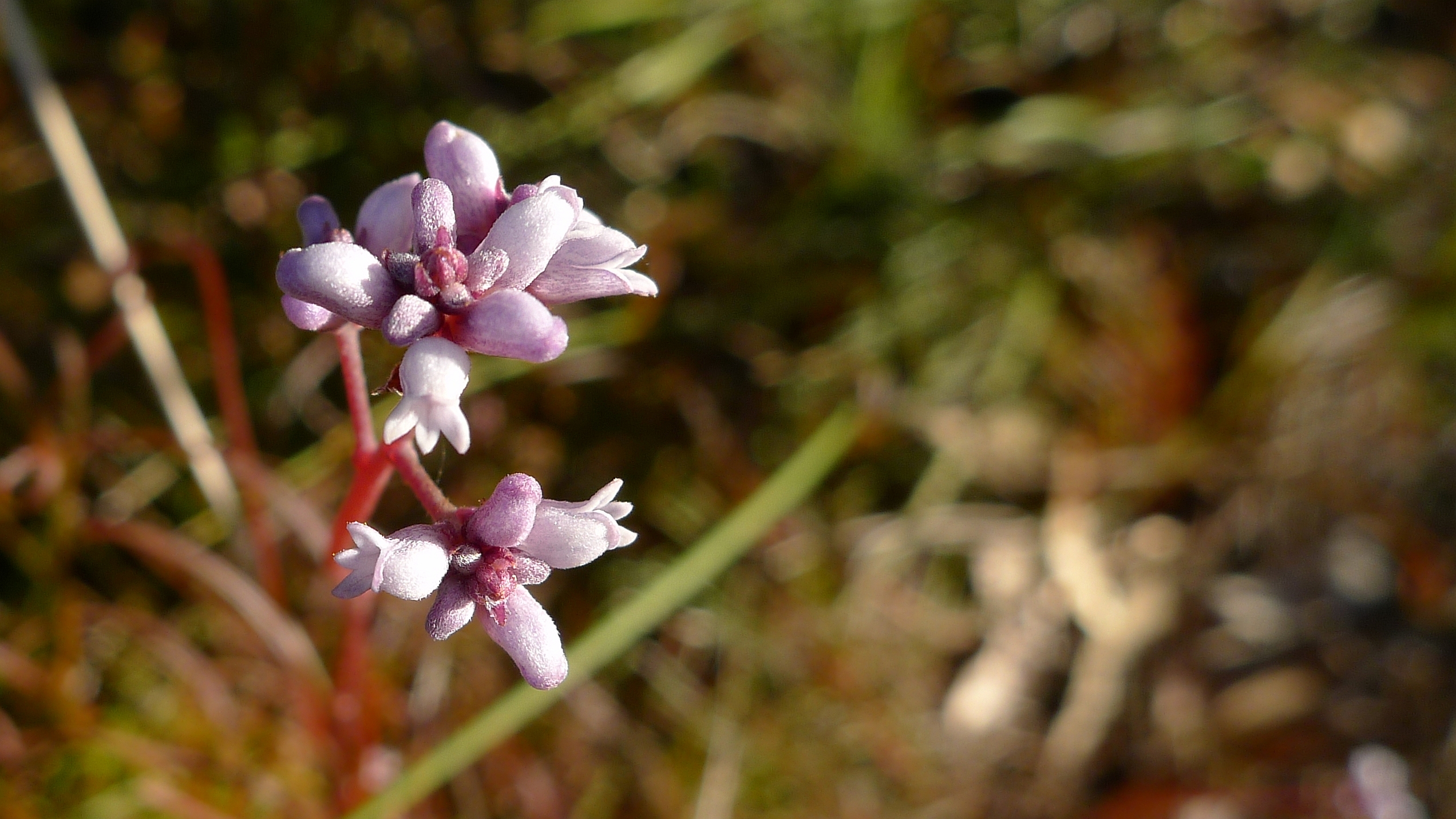
Цветки

## Таксономия
Впервые этот вид был описан в 1810 году Робертом Броуном в Transactions of the Linnean Society of London по образцу, собранному им в Новой Голландии близ Порт-Джэксона.

## Распространение и местообитание
Conospermum tenuifolium — эндемик Западной Австралии. Встречается на центральном и южном побережье (около Науры) и на центральных плоскогорьях Нового Южного Уэльса. Часто растёт во влажных условиях на пустошах и в лесах по прибрежным хребтам от Мориссета до района Науры, широко распространены в Голубых горах.